# Kriegerdenkmal Großkorbetha
Das Kriegerdenkmal Großkorbetha ist ein denkmalgeschütztes Kriegerdenkmal im Ortsteil Großkorbetha der Stadt Weißenfels in Sachsen-Anhalt. Im örtlichen Denkmalverzeichnis ist die Gedenkstätte unter der Erfassungsnummer 094 12177 als Baudenkmal verzeichnet.

## Geschichte und Beschreibung
Das Kriegerdenkmal von Großkorbetha steht am Karl-Marx-Platz in der Nähe der Kirche St. Martin vor dem ehemaligen Schulgebäude. Es wurde für die Gefallenen der Deutschen Einigungskriege errichtet. Das Denkmal besteht aus einem Stufenpodest, einem zweiteiligen Postament und einem neugotischen Baldachin, der an ein Tabernakel erinnert. Den Unterteil des Postaments zieren Reliefdarstellungen, darunter Blattornament und gekreuzte Waffen. Am Oberteil des Postaments befinden sich die Gedenkinschriften, die sich offenbar zum einen auf den Deutschen Krieg und zum anderen auf den Deutsch-Französischen Krieg beziehen, da die Jahreszahlen 1866, 1870 und 1871 noch an der Vorderseite lesbar sind. Der darunter erwähnte Stifter ist nicht mehr eindeutig zu entziffern („gesetzt von…“). An der Nordseite dieses Postaments befindet sich das die Inschrift „Wohl dem Volk, dem es so ergehet. / Wohl dem Volk, dem der Herr sein Gott ist. / Psalm 144:15“ und an der Südseite ist nur noch „Im Kriege 1866 starben den Heldentod …“ lesbar. Das Dach des Baldachins wird von vier Säulen mit Kapitellen getragen.
Im Jahr 1921 wurde das ältere Denkmal in eine neue Anlage integriert. Man ergänzte eine deutlich größere Bodenplatte sowie eine zusätzliche Stufe und umgab die Bodenplatte mit Wänden an drei Seiten. Die nördliche und die südliche Mauer fielen etwas niedriger aus, die westliche Wand wurde mit acht Gedenktafeln für die Gefallenen des Ersten Weltkriegs gestaltet. Genannt wird neben den Namen Dienstgrad das Todesdatum, das entweder mit dem Zusatz „im Westen“ oder aber mit „im Osten“ versehen wurde. Nur in wenigen Fällen finden sich weitere Angaben zum Todesort oder Grab. Zentral integrierte man einen Gedenkstein, den zwei Pilaster umrahmen, welche sich auch am Übergang zu den Seitenwänden finden. Unter einem Kreuz mit Soldatenhelm und Laub trägt der Gedenkstein die Inschrift:
Auch in einigen Nachbarorten stellte man zwei Kriegerdenkmäler direkt nebeneinander auf, etwa in der Gedenkstätte Schkortleben oder beim Kriegerdenkmal Kleinkorbetha.
Wiederholte Initiativen, das Denkmal zu sanieren sind bisher gescheitert.